# Argyrophora monetata
Argyrophora monetata là một loài bướm đêm trong họ Geometridae.